# Spyridōn Vallas
Spyridōn Vallas (in greco: Σπυρίδων Βάλλας; Elassona, 26 agosto 1981) è un ex calciatore greco, di ruolo difensore.

## Carriera

### Club
Dopo aver fatto la trafila nelle giovani, esordisce nel professionismo con lo Skoda Xanthi, dal 2003 al 2006 ha giocato con l'Olympiakos vincendo due campionati e due coppe nazionali. La stagione 2006-07 lo vede il prestito al Larissa vincendo la terza coppa nazionale in carriera, successivamente ritorna allo Skoda Xanthi dove nel 2014 dopo aver giocato tutta la carriera nella massima serie ellenica all'età di 33 anni si ritira dal calcio giocato.

### Nazionale
Ha esordito in nazionale all'età di 22 anni giocando un match amichevole contro Cipro entrando all'inizio della ripresa al posto di Sōtīrīs Kyrgiakos il 29 gennaio 2003.
Nel 2004 è nella selezione olimpica che partecipa alle olimpiadi di Atene scendendo in campo in tre occasioni.

## Statistiche

### Cronologia presenze e reti in nazionale
| Cronologia completa delle presenze e delle reti in nazionale ― Grecia | Cronologia completa delle presenze e delle reti in nazionale ― Grecia | Cronologia completa delle presenze e delle reti in nazionale ― Grecia | Cronologia completa delle presenze e delle reti in nazionale ― Grecia | Cronologia completa delle presenze e delle reti in nazionale ― Grecia | Cronologia completa delle presenze e delle reti in nazionale ― Grecia | Cronologia completa delle presenze e delle reti in nazionale ― Grecia | Cronologia completa delle presenze e delle reti in nazionale ― Grecia |
| Data                                                                  | Città                                                                 | In casa                                                               | Risultato                                                             | Ospiti                                                                | Competizione                                                          | Reti                                                                  | Note                                                                  |
| --------------------------------------------------------------------- | --------------------------------------------------------------------- | --------------------------------------------------------------------- | --------------------------------------------------------------------- | --------------------------------------------------------------------- | --------------------------------------------------------------------- | --------------------------------------------------------------------- | --------------------------------------------------------------------- |
| 29-1-2003                                                             | Larnaca                                                               | Cipro                                                                 | 1 – 2                                                                 | Grecia                                                                | Amichevole                                                            | -                                                                     | 45’                                                                   |
| 12-2-2003                                                             | Heraklion                                                             | Grecia                                                                | 1 – 0                                                                 | Norvegia                                                              | Amichevole                                                            | -                                                                     | 58’                                                                   |
| Totale                                                                |                                                                       | Presenze                                                              | 2                                                                     |                                                                       | Reti                                                                  | 0                                                                     |                                                                       |

## Palmarès

### Club

#### Competizioni nazionali
- Campionato greco: 2

Olympiakos: 2004-2005, 2005-2006
- Coppa di Grecia: 3

Olympiakos: 2004-2005, 2005-2006
Larissa: 2006-2007